# Hartford (Ohio)
Hartford (también llamada Croton) es una villa ubicada en el condado de Licking en el estado estadounidense de Ohio. En el Censo de 2010 tenía una población de 397 habitantes y una densidad poblacional de 277,18 personas por km².

## Geografía
Hartford se encuentra ubicada en las coordenadas 40°14′24″N 82°41′19″O / 40.24000, -82.68861. Según la Oficina del Censo de los Estados Unidos, Hartford tiene una superficie total de 1.43 km², de la cual 1.42 km² corresponden a tierra firme y (0.72%) 0.01 km² es agua.

## Demografía
Según el censo de 2010, había 397 personas residiendo en Hartford. La densidad de población era de 277,18 hab./km². De los 397 habitantes, Hartford estaba compuesto por el 98.99% blancos, el 0.25% eran afroamericanos, el 0% eran amerindios, el 0.5% eran asiáticos, el 0% eran isleños del Pacífico, el 0.25% eran de otras razas y el 0% pertenecían a dos o más razas. Del total de la población el 1.26% eran hispanos o latinos de cualquier raza.